# NHL (1957/1958)
Sezon NHL 1957-1958 był 41. sezonem ligi NHL. Sześć zespołów rozegrało po 70 meczów w sezonie zasadniczym. Puchar Stanleya zdobyła drużyna Montreal Canadiens.

## Sezon zasadniczy
M = Mecze, W = Wygrane, P = Przegrane, R = Remisy, PKT = Punkty, GZ = Gole Zdobyte, GS = Gole Stracone, KwM = Kary w minutach
| Drużyna             | M  | W  | P  | R  | PKT | GZ  | GS  | KwM |
| ------------------- | -- | -- | -- | -- | --- | --- | --- | --- |
| Montreal Canadiens  | 70 | 43 | 17 | 10 | 96  | 250 | 158 | 945 |
| New York Rangers    | 70 | 32 | 25 | 13 | 77  | 195 | 188 | 781 |
| Detroit Red Wings   | 70 | 29 | 29 | 12 | 70  | 176 | 207 | 758 |
| Boston Bruins       | 70 | 27 | 28 | 15 | 69  | 199 | 194 | 849 |
| Chicago Black Hawks | 70 | 24 | 39 | 7  | 55  | 163 | 202 | 906 |
| Toronto Maple Leafs | 70 | 21 | 38 | 11 | 53  | 192 | 226 | 861 |

### Najlepsi strzelcy
| Zawodnik       | Drużyna            | Mecze | Bramki | Asysty | Punkty | Kary w minutach |
| -------------- | ------------------ | ----- | ------ | ------ | ------ | --------------- |
| Dickie Moore   | Montreal Canadiens | 70    | 36     | 48     | 84     | 65              |
| Henri Richard  | Montreal Canadiens | 67    | 28     | 52     | 80     | 56              |
| Andy Bathgate  | New York Rangers   | 65    | 30     | 48     | 78     | 42              |
| Gordie Howe    | Detroit Red Wings  | 64    | 33     | 44     | 77     | 40              |
| Bronco Horvath | Boston Bruins      | 67    | 30     | 36     | 66     | 71              |

## Playoffs

### Półfinały
| Montreal Canadiens – Detroit Red Wings                     | Montreal Canadiens – Detroit Red Wings | Montreal Canadiens – Detroit Red Wings | Montreal Canadiens – Detroit Red Wings | Montreal Canadiens – Detroit Red Wings | Montreal Canadiens – Detroit Red Wings | Montreal Canadiens – Detroit Red Wings |
| Data                                                       | Wyjazd                                 | Wyjazd                                 | Dom                                    | Dom                                    |                                        |                                        |
| ---------------------------------------------------------- | -------------------------------------- | -------------------------------------- | -------------------------------------- | -------------------------------------- | -------------------------------------- | -------------------------------------- |
| 25 marca                                                   | Detroit                                | 1                                      | 8                                      | Montreal                               |                                        |                                        |
| 27 marca                                                   | Detroit                                | 1                                      | 5                                      | Montreal                               |                                        |                                        |
| 30 marca                                                   | Montreal                               | 2                                      | 1                                      | Detroit                                | Po dogrywce                            |                                        |
| 1 kwietnia                                                 | Montreal                               | 4                                      | 3                                      | Detroit                                |                                        |                                        |
| Montreal wygrał 4:0 i awansował do finału Pucharu Stanleya |                                        |                                        |                                        |                                        |                                        |                                        |

| New York Rangers – Boston Bruins                         | New York Rangers – Boston Bruins | New York Rangers – Boston Bruins | New York Rangers – Boston Bruins | New York Rangers – Boston Bruins | New York Rangers – Boston Bruins | New York Rangers – Boston Bruins |
| Data                                                     | Wyjazd                           | Wyjazd                           | Dom                              | Dom                              |                                  |                                  |
| -------------------------------------------------------- | -------------------------------- | -------------------------------- | -------------------------------- | -------------------------------- | -------------------------------- | -------------------------------- |
| 25 marca                                                 | Boston                           | 3                                | 5                                | NY Rangers                       |                                  |                                  |
| 27 marca                                                 | Boston                           | 4                                | 3                                | NY Rangers                       | Po dogrywce                      |                                  |
| 29 marca                                                 | NY Rangers                       | 0                                | 5                                | Boston                           |                                  |                                  |
| 1 kwietnia                                               | NY Rangers                       | 5                                | 2                                | Boston                           |                                  |                                  |
| 3 kwietnia                                               | NY Rangers                       | 1                                | 6                                | Boston                           |                                  |                                  |
| 5 kwietnia                                               | NY Rangers                       | 2                                | 8                                | Boston                           |                                  |                                  |
| Boston wygrał 4:2 i awansował do finału Pucharu Stanleya |                                  |                                  |                                  |                                  |                                  |                                  |

### Finał Pucharu Stanleya
| Montreal Canadiens – Boston Bruins           | Montreal Canadiens – Boston Bruins | Montreal Canadiens – Boston Bruins | Montreal Canadiens – Boston Bruins | Montreal Canadiens – Boston Bruins | Montreal Canadiens – Boston Bruins | Montreal Canadiens – Boston Bruins |
| Data                                         | Wyjazd                             | Wyjazd                             | Dom                                | Dom                                |                                    |                                    |
| -------------------------------------------- | ---------------------------------- | ---------------------------------- | ---------------------------------- | ---------------------------------- | ---------------------------------- | ---------------------------------- |
| 8 kwietnia                                   | Boston                             | 1                                  | 2                                  | Montreal                           |                                    |                                    |
| 10 kwietnia                                  | Boston                             | 5                                  | 2                                  | Montreal                           |                                    |                                    |
| 13 kwietnia                                  | Montreal                           | 3                                  | 0                                  | Boston                             |                                    |                                    |
| 15 kwietnia                                  | Montreal                           | 1                                  | 3                                  | Boston                             |                                    |                                    |
| 17 kwietnia                                  | Boston                             | 2                                  | 3                                  | Montreal                           | Po dogrywce                        |                                    |
| 20 kwietnia                                  | Montreal                           | 5                                  | 3                                  | Boston                             |                                    |                                    |
| Montreal wygrał 4:2 i zdobył Puchar Stanleya |                                    |                                    |                                    |                                    |                                    |                                    |

## Nagrody
| Art Ross Trophy:              | Dickie Moore, Montreal Canadiens     |
| Calder Memorial Trophy:       | Frank Mahovlich, Toronto Maple Leafs |
| Hart Memorial Trophy:         | Gordie Howe, Detroit Red Wings       |
| Lady Byng Memorial Trophy:    | Camille Henry, New York Rangers      |
| Vezina Trophy:                | Jacques Plante, Montreal Canadiens   |
| James Norris Memorial Trophy: | Doug Harvey, Montreal Canadiens      |